# Kike Saverio
Javier Enrique Delgado Saverio, conosciuto calcisticamente come Kike Saverio (Genova, 22 aprile 2002), è un calciatore ecuadoriano con cittadinanza spagnola, attaccante dell'Arīs Salonicco.

## Biografia
Nato in Italia, a Genova, da genitori ecuadoriani, in tenera età torna in Ecuador e cresce a Balzar. All'età di cinque anni si trasferisce in Spagna.

## Caratteristiche tecniche
È un'ala sinistra.

## Carriera

### Club
Kike Saverio cresce calcisticamente nel settore giovanile del Barcellona, con cui nel 2018 trionfa in UEFA Youth League. Non riesce tuttavia a debuttare in prima squadra e nel 2020 passa all'Osasuna, che lo gira in prestito dapprima all'FC Andorra e poi al Ponferradina, quest'ultimo militante in Segunda División.
Il 2 luglio 2023 Saverio firma un contratto biennale, con opzione per il terzo, con il club greco dell'Arīs Salonicco.

### Nazionale
Vanta una presenza con l'Under-19 della Spagna. Nel 2019 sceglie di rappresentare l'Ecuador, rispondendo alla convocazione dell'Under-20 senza tuttavia esordire.

## Statistiche

### Presenze e reti nei club
Statistiche aggiornate al 29 settembre 2024.
| Stagione              | Squadra               | Campionato            | Campionato | Campionato | Coppe nazionali | Coppe nazionali | Coppe nazionali | Coppe continentali | Coppe continentali | Coppe continentali | Altre coppe | Altre coppe | Altre coppe | Totale | Totale |
| Stagione              | Squadra               | Comp                  | Pres       | Reti       | Comp            | Pres            | Reti            | Comp               | Pres               | Reti               | Comp        | Pres        | Reti        | Pres   | Reti   |
| --------------------- | --------------------- | --------------------- | ---------- | ---------- | --------------- | --------------- | --------------- | ------------------ | ------------------ | ------------------ | ----------- | ----------- | ----------- | ------ | ------ |
| 2018-2019             | Barcellona B          | SDB                   | 15         | 1          | -               | -               | -               | -                  | -                  | -                  | -           | -           | -           | 15     | 1      |
| 2019-2020             | Barcellona B          | SDB                   | 22         | 5          | -               | -               | -               | -                  | -                  | -                  | -           | -           | -           | 22     | 5      |
| Totale Barcellona B   | Totale Barcellona B   | Totale Barcellona B   | 37         | 6          |                 | -               | -               |                    | -                  | -                  |             | -           | -           | 37     | 6      |
| 2020-gen. 2021        | Osasuna B             | SDB                   | 1          | 0          | -               | -               | -               | -                  | -                  | -                  | -           | -           | -           | 1      | 0      |
| 2020-gen. 2021        | Osasuna               | PD                    | 0          | 0          | CR              | 2               | 1               | -                  | -                  | -                  | -           | -           | -           | 2      | 1      |
| feb.-giu. 2021        | FC Andorra            | SDB                   | 12         | 1          | -               | -               | -               | -                  | -                  | -                  | -           | -           | -           | 12     | 1      |
| 2021-2022             | Ponferradina          | SD                    | 29         | 1          | CR              | 3               | 0               | -                  | -                  | -                  | -           | -           | -           | 32     | 1      |
| 2022-2023             | Deportivo La Coruña   | PF                    | 15         | 2          | CR              | 0               | 0               | -                  | -                  | -                  | -           | -           | -           | 15     | 2      |
| 2023-2024             | Arīs Salonicco        | SL                    | 20         | 3          | CG              | 6               | 2               | ECL                | 1                  | 0                  |             | -           | -           | 27     | 5      |
| 2024-2025             | Arīs Salonicco        | SL                    | 5          | 0          | CG              | 1               | 0               |                    | -                  | -                  |             | -           | -           | 6      | 0      |
| Totale Arīs Salonicco | Totale Arīs Salonicco | Totale Arīs Salonicco | 25         | 3          |                 | 7               | 2               |                    | 1                  | 0                  |             | -           | -           | 33     | 5      |
| Totale carriera       | Totale carriera       | Totale carriera       | 119        | 13         |                 | 12              | 3               |                    | 1                  | 0                  |             | 0           | 0           | 132    | 16     |

## Palmarès

### Club

#### Competizioni giovanili
- UEFA Youth League: 1

Barcellona: 2017-2018